# Bronisław Jaroń
Bronisław Jaroń (ur. 15 lutego 1905 w Głogowie pod Rzeszowem, zm. 3 kwietnia 1942 w KL Auschwitz) – polski paleobotanik zajmujący się głównie badaniami flory plejstoceńskiej Polski.

## Życiorys
Studiował nauki przyrodnicze na Uniwersytecie Jagiellońskim. Następnie podjął pracę jako asystent w Ogrodzie Botanicznym UJ. W 1934 roku uzyskał stopień naukowy doktora z zakresu paleobotaniki na podstawie rozprawy pt. Analiza pyłkowa interglacjału z Żydowszczyzny koło Grodna.
W latach 1935–1938 prowadził badania flory plejstoceńskiej Polski na podstawie osadów jeziornych i torfowisk z okolic Jasła i Śląska Cieszyńskiego.
Brał udział w opracowaniu szczątków roślinnych osady kultury łużyckiej w Biskupinie (1936 i 1938). Opracowywał też szczątki roślinne ze średniowiecznych wykopalisk w Gnieźnie (1939).
Do wojny pracował jako starszy asystent w Ogrodzie Botanicznym UJ pod kierunkiem prof. Władysława Szefera.  
Po wybuchu II wojny światowej brał udział w polskiej wojnie obronnej września 1939 roku jako porucznik rezerwy WP. Po kapitulacji, zdołał powrócić z niewoli do Krakowa i ponownie podjąć pracę w Ogrodzie Botanicznym UJ.
26 marca 1941 roku został aresztowany przez niemieckie władze okupacyjne w związku z działalnością konspiracyjną i osadzony w więzieniu Montelupich, a następnie deportowany do niemieckiego-nazistowskiego obozu koncentracyjnego KL Auschwitz-Birkenau. W obozie otrzymał  nr 11877 i pracował w ogrodzie  komendanta obozu Rudolfa Hößa (w tzw. strefie interesów). Według świadectwa Anieli Bednarskiej został rozstrzelany 3 kwietnia 1942 roku w Wielki Piątek pod Ścianą Straceń na dziedzińcu bloku nr 11.